# Nessun grado di separazione
«Nessun grado di separazione» —en español: «Ningún grado de separación»— es una canción compuesta por Cheope, Fabio Gargiulo y Federica Abbate, e interpretada en italiano por Francesca Michielin. La canción se lanzó como sencillo de la versión reeditada del álbum de estudio de Michielin, di20are. Fue elegida para representar a Italia en el Festival de la Canción de Eurovisión de 2016 tras participar en el Festival de San Remo y haber quedado en segundo lugar. Para el Festival de Eurovisión, se grabó una versión en inglés e italiano de la canción, titulada «No Degree of Separation».

## Composición y grabación
Michielin explicó la letra de la canción en varias entrevistas, declarando que la canción está inspirada en la teoría de los seis grados de separación y da el mensaje de que, «a pesar de todas las diferencias culturales, no debe haber distancias entre la gente». Particularmente, los versos de la composición hablan de la historia de «una niña que vive en un cajón [...] con todos sus sueños estropeados, y quien, en un punto, encuentra el coraje de salir de ese abrigo para enfrentarse a la vida real», con el deber de abrirse a ella misma al mundo exterior, la superación de los miedos y prejuicios.
Michielin también añadió que grabó las voces de fondo el mismo día que los atentados de París de noviembre de 2015, por lo que estaba más inspirada para reflejar la letra de la canción y en «todas las barreras que existen entre la gente, mientras que la verdad es que todos somos seres humanos con sueños y deseos».

## Festival de Eurovisión

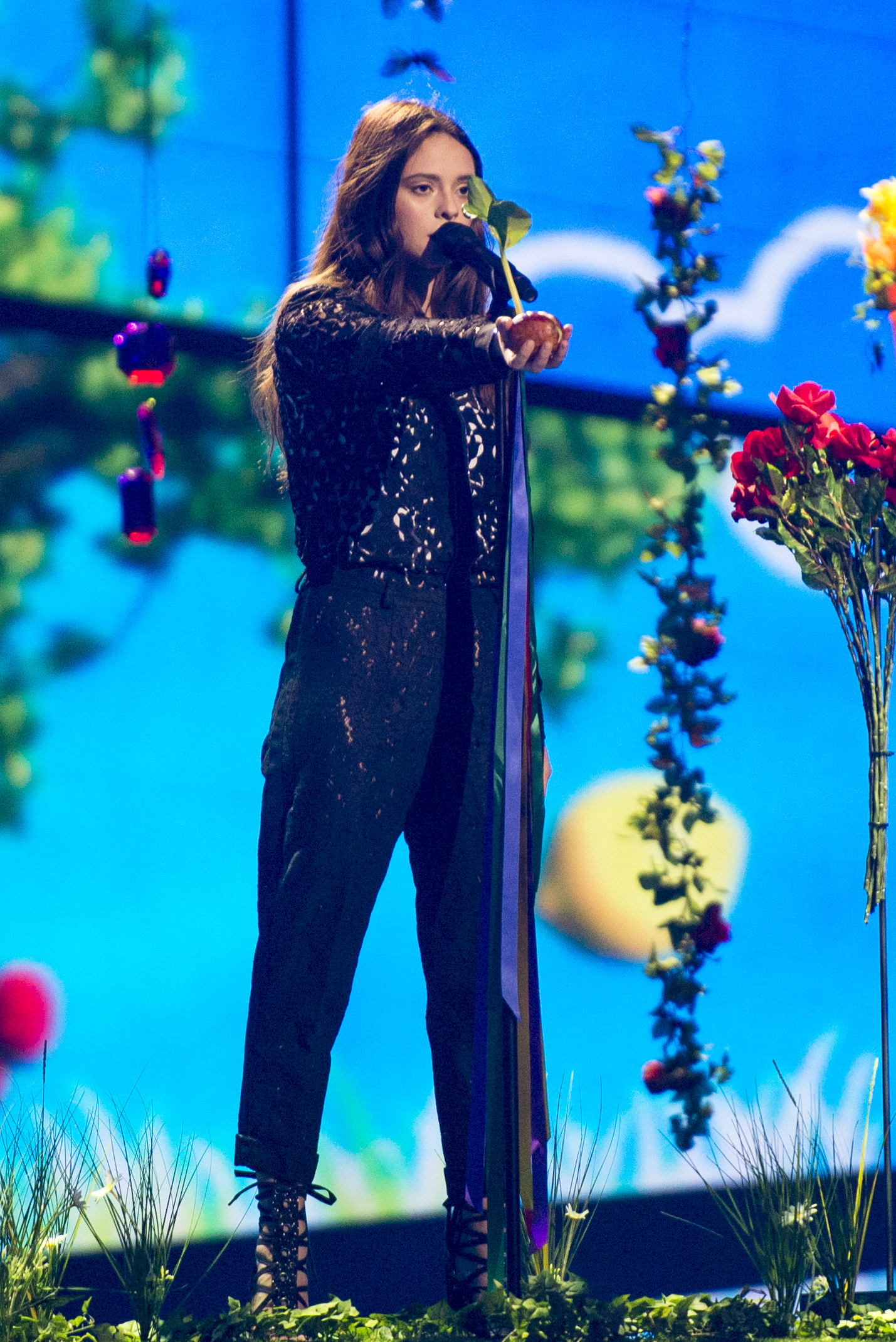
Michielin interpretando la canción durante el Festival de la Canción de Eurovisión 2016.

### Festival de la Canción de San Remo 2016
El 13 de diciembre de 2015, durante el programa de Massimo Giletti L'arena, Carlo Conti anunció la lista de intérpretes y canciones seleccionadas para competir en el LXVI Festival de la Canción de San Remo, que incluía a «Nessun grado di separazione». Michielin interpretó la canción por primera vez en el Teatro Ariston en San Remo durante la segunda tarde del certamen, el 10 de febrero de 2016. Finalmente, la canción quedó en segundo lugar con el 30.37% de los puntos, debajo de «Un giorno mi dirai», de Stadio. La banda era elegible a representar a Italia en el Festival de la Canción de Eurovisión 2016, pero rechazaron, ya que habían planeado un tour en mayo de 2016. Su decisión llevó a la Radiotelevisión italiana a seleccionar a Michielin como la representante italiana en el Festival.

#### Versión inglesa de la canción
El 14 de marzo de 2016, se anunció una versión bilingüe de la canción, llamada «No degree of separation», la cual sería la canción a interpretar en el Festival de Eurovisión. Esta versión es entera en italiano, a excepción del último estribillo, que fue adaptado por el compositor americano Norma Jean Martine. Michielin interpretó esta versión por primera vez el 22 de marzo de 2016, durante el show Webnotte, emitido en vivo en la web de la Repubblica.

### Festival de la Canción de Eurovisión 2016
Esta canción fue la representación italiana en el Festival de la Canción de Eurovisión 2016.
No participó en ninguna semifinal, ya que es un país miembro del «Big 5» (dicho grupo de países pasa directamente a la final, sin tener que participar en las dos semifinales).
Así, la canción fue interpretada en sexto lugar durante la final celebrada el sábado 14 de mayo de ese año, precedida por Hungría con Freddie interpretando «Pioneer» y seguida por Israel con Hovi Star interpretando «Made of stars». Finalmente, la canción quedó en 16º puesto con 124 puntos.